# 최병서
최병서(崔炳西, 1958년 1월 18일 ~ )은 대한민국의 희극 배우 겸 트로트 가수다.
1958년 1월 18일 충청남도 대전에서 태어났다. 1981년 KBS 한국방송 개그콘테스트로 데뷔했다. 1983년 MBC 개그 콘테스트로 이전하였다. 1984년 첫 방송된 MBC 청춘만만세(나중의 청춘행진곡)에서는 병팔이 캐릭터로 큰 인기를 끌었다.
한때 무한정 인물을 대상으로 한 성대모사가 그의 전매특허였으며 별명이 '인간복사기'일 정도로 큰 인기를 끌기도 했다. 배우 이덕화의 처조카사위로 알려져 있다.
2005년에는 싱글을 발매하고 트로트 가수로 데뷔했으며 2008년에는 《진짜진짜 좋아해》로 뮤지컬에도 진출했다. 2012년에는 데뷔 30주년을 맞아 개그디너쇼를 선보였다.

## 방송
- KBS 《즐거운 토요일》
- MBC 《일요일 밤의 대행진》 - 최병서의 따따부따
- MBC 《청춘만만세》 - 이동 중계차, 오마데우스, 소문난 집.
- MBC 《청춘행진곡》 - 병팔이랑 민지랑
- MBC 《일요일 일요일 밤에》 - 최병서의 일요칼럼
- MBC 《코미디 세상만사》
- KBS 《가족오락관》
- MBC 《오늘은 좋은날》
- KBS 《퀴즈탐험 신비의 세계》
- MBC 《웃는세상 좋은세상》
- KBS 《쇼! 행운열차》
- KBS 《코미디 파일》
- SBS 《스타주니어쇼 붕어빵》
- Mnet 《트로트 엑스》

## 영화
- 1987년 《서울은 여자를 좋아해》 길수 역
- 1991년 《화이팅맨》 최진빵 형사(화이팅맨) 역
- 1991년 《병팔이의 일기》 병팔 역
- 2006년 《라디오 스타》 시상식 장면의 이덕화 목소리 역

## 앨범
- 2005년 철없는 사랑
- 2007년 건드리지마

## CF
- 1984년~1985년 빙그레 (맛나바, 라면 아이스, 포미 만화콘)
- 1986년 롯데제과 롯데 팥빙고
- 1987년 삼양식품 삼양 쎄븐콘
- 1987년 해태제과 무스탕 (Feat. 김보화)
- 1989년 제일약품 제일파프
- 1992년 해태음료 조이젤 (Feat. 강수지)
- 1992년 해태음료 스위트홈 망고
- 1992년 새한제약 피크니*에프

## 수상 경력
- 1982년 MBC 개그콘테스트 대상, 인기상
- 1983년 MBC 연기대상 코미디부문 신인상
- 1988년 MBC 연기대상 코미디부문 우수상
- 1989년 제25회 백상예술대상 TV남자예능상
- 1991년 MBC 연기대상 코미디부문 최우수상
- 1992년 MBC 연기대상 코미디부문 특별상

## 최병서 성대모사
- 이주일
- 조용필
- 이덕화
- 이순재
- 남보원
- 백남봉
- 이상해
- 김동길
- 이대근
- 이광조
- 이승만
- 박정희
- 전두환
- 노태우
- 김영삼
- 김대중
- 노무현
- 이명박
- 강재섭
- 정주영
- 현철
- 심형래
- 이계인
- 태진아
- 심대평
- 한무
- 배영만
- 박근혜
- 김종필
- 박동선
- 이인제
- 안철수
- 문재인